# 110 Livingston Street

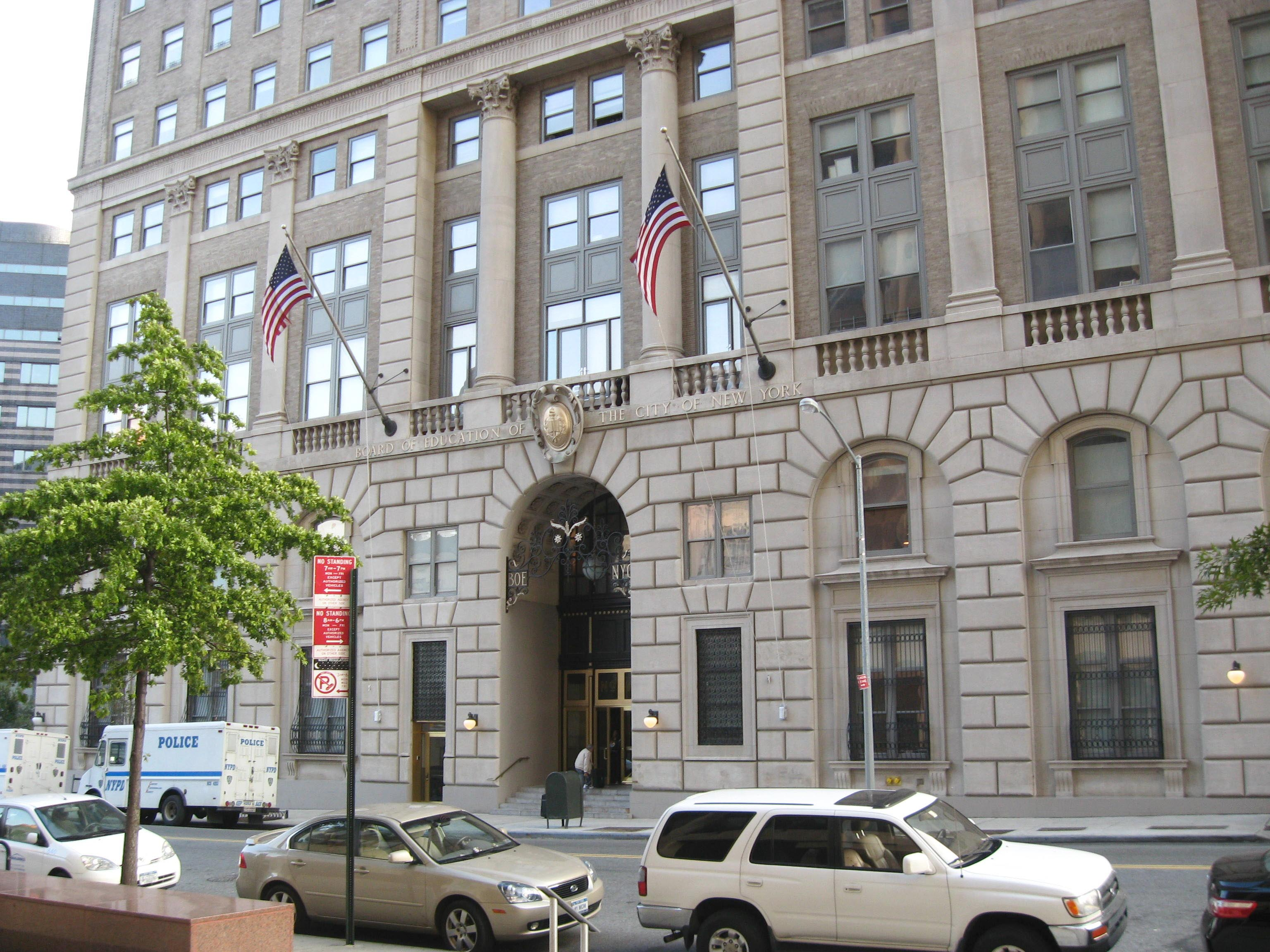
110 Livingston Street

Le 110 Livingston Street est un immeuble de style Beaux Arts situé à Downtown Brooklyn, à New York aux États-Unis. 

## Histoire
Le bâtiment est conçu par le cabinet d'architectes McKim, Mead & White et, est construit, en 1926, pour servir de siège à l'organisation Elks, avec des équipements tels qu'une piscine, une salle de banquet et des pistes de bowling. Le bâtiment a une façade en pierre calcaire et en terre cuite, avec des éléments de style néo-Renaissance, notamment des balustrades, des ornements en forme d'oves et des colonnes corinthiennes. 
En 1940, le bâtiment est converti pour servir de siège au Département de l'Éducation de la ville de New York. Au fil des décennies d'utilisation par cette administration, le bâtiment est devenu connu pour la bureaucratie enracinée et le dysfonctionnement de ses occupants, et Michael Cooper du New York Times a déclaré que le nom du bâtiment est finalement devenu le symbole des défaillances du système scolaire de la ville de New York, comme « plus qu'un lieu ou un nom abrégé pour l'institution qu'il hébergeait, le Conseil de l'éducation de la ville. Il symbolisait un état d'esprit, un système défaillant qui était à la fois impérieux et imperméable,, ». 
En 2003, la ville de New York vend le bâtiment à Two Trees Management,  l'un des principaux promoteurs du quartier de DUMBO, afin d'en faire des appartements résidentiels de luxe, dans le cadre des efforts de développement déployés dans tout Downtown Brooklyn. Plusieurs étages ont été ajoutés à la structure, et la cour a été décorée d'une fresque murale en trompe-l'œil d'éléments architecturaux du muraliste Richard Haas (en) . L'espace intérieur du hall, y compris un plafond à caissons, est restauré par le cabinet d'architecture Beyer Blinder Belle, et le théâtre historique situé au rez-de-chaussée est destiné à être utilisé par ISSUE Project Room, une organisation artistique locale. 